# Sing It Again Rod
Sing It Again Rod es el primer álbum recopilatorio del cantante británico Rod Stewart, publicado en 1973 a través de Mercury Records. Cuenta con doce de sus mejores canciones, tomadas de los cuatro primeros discos, pero en su gran mayoría de Every Picture Tells a Story de 1971. Además cuenta con una versión de «Pinball Wizard» de la banda británica The Who grabada exclusivamente para el álbum.
Alcanzó el primer puesto en el Reino Unido y en el mismo año se certificó con disco de oro por la British Phonographic Industry. A su vez en los Estados Unidos obtuvo la posición 31 y de igual manera fue certificado con disco de oro luego de superar las 500 000 copias en octubre de 1973.

## Lista de canciones
| N.º | Título                    | Escritor(es)                                     | Duración |  |
| 1.  | «Reason to Believe»       | Tim Hardin                                       | 3:45     |  |
| 2.  | «You Wear It Well»        | Stewart, Quittenton                              | 4:10     |  |
| 3.  | «Mandolin Wind»           | Stewart                                          | 5:25     |  |
| 4.  | «Country Comfort»         | Elton John, Bernie Taupin                        | 4:41     |  |
| 5.  | «Maggie May»              | Stewart, Quittenton                              | 5:12     |  |
| 6.  | «Handbags and Gladrags»   | Mike D'Abo                                       | 3:58     |  |
| 7.  | «Street Fighting Man»     | Mick Jagger, Keith Richards                      | 4:59     |  |
| 8.  | «Twistin' the Night Away» | Sam Cooke                                        | 3:07     |  |
| 9.  | «Lost Paraguayos»         | Stewart, Ronnie Wood                             | 3:50     |  |
| 10. | «(I Know) I'm Losing You» | Cornelius Grant, Eddie Holland, Norman Whitfield | 5:03     |  |
| 11. | «Pinball Wizard»          | Pete Townshend                                   | 3:09     |  |
| 12. | «Gasoline Alley»          | Stewart, Wood                                    | 4:02     |  |